# Gastronomia dels Balcans
La gastronomia dels Balcans és un tipus de cuina regional que combina característiques de la cuina europea amb algunes de les de l'Àsia occidental. Es troba a la península balcànica del sud-est d'Europa, una regió sense límits clars però que en general es considera que inclou almenys els països moderns d'Albània, Bulgària, Turquia, Romania i Grècia i l'antiga Iugoslàvia, amb la possible excepció d'Eslovènia i regions interiors del nord de Croàcia.
La cuina dels Balcans es pot trobar a Viena com a resultat de la migració posterior a la Segona Guerra Mundial a aquesta ciutat. Alemanya té restaurants que serveixen cuina balcànica, sovint anomenats restaurants iugoslaus fins a l'esclat de les guerres iugoslaves. Hi havia braseries balcàniques a Alemanya Occidental des de la dècada de 1960, que va portar a la popularització del ćevapčići a Alemanya, però aquests establiments s'han tornat més rars des de finals de la dècada de 1980 i els que sobreviuen sovint s'anomenen "croats" en lloc d'això. Un restaurant que ven cuina romaní va obrir a Eslovènia el 2014. La cuina romaní, el menjar tradicional del poble romaní, inclou plats de la cuina tradicional dels Balcans.

## Història
Els Balcans tenen una història de domini estranger i lluites de poder interns, i això ha donat lloc a una cuina diversa en la qual les influències s'han fusionat com a resultat de l'intercanvi cultural. La base històrica de la cuina moderna dels Balcans és la cuina otomana, que va estar molt influenciada per la cuina llevantina àrab i la cuina otomana medieval. L'Imperi Otomà va introduir l'ús del pebrot a la regió i també va portar el börek, un pastís petit de fil·lo amb orígens que podria estar en la cuina romana antiga. Durant la presència otomana, es van introduir plats com el ćevapi i la pljeskavica juntament amb el cafè turc. Al mateix temps, la carn de porc es va fer popular al nord de Sèrbia, ja que els porcs no estaven gravats sota la llei islàmica otomana.
Els components de la cuina balcànica també solen extreure's de les cuines tradicionals de Grècia, Pèrsia, els països àrabs i Turquia, així com de la pròpia regió dels Balcans, i hi ha hagut alguns préstecs de la cuina mediterrània, la cuina armènia i les cuines del nord-oest d'Àfrica i d'Europa central. Es poden trobar elements comuns amb la cuina alemanya, la cuina hongaresa i la cuina eslava. La participació d'Àustria, Hongria i Itàlia als Balcans va portar a la introducció de plats de carn arrebossada i el goulash, així com un èmfasi en els mariscs. La influència de la cuina persa es mostra en l'ús del iogurt en els plats de carn. També hi ha algunes contribucions de la cuina jueva, com el patišpanja, el bescuit que es troba a Bòsnia i Hercegovina.

## Característiques
La cuina balcànica es caracteritza per un menjar molt divers, fort i picant. Les verdures en escabetx i els pebrots petits picants són ingredients comuns, pebrots que apareixen a l'ajvar. El formatge feta també és un ingredient popular. Els plats solen utilitzar verdures farcides com la sarma que es fa amb fulles de vinya farcides. També és popular la moussaka, un plat fet amb albergínies o patates. Molts plats se serveixen amb la crema espessa coneguda com kajmak i la salsa d'ou i llimona anomenada avgolemono també s'utilitza àmpliament. Els meze se serveixen sovint com a aperitiu, com a la cuina llevantina i la cuina caucàsica. Les postres populars inclouen baklava i halva i sovint es beu rakia de brandi de fruites. La cuina s'acostuma a fer utilitzant un sač, un tipus de tapa de cocció coberta amb brases o cendres, una tècnica que es remunta a la cuina grega antiga.

## Diversitat

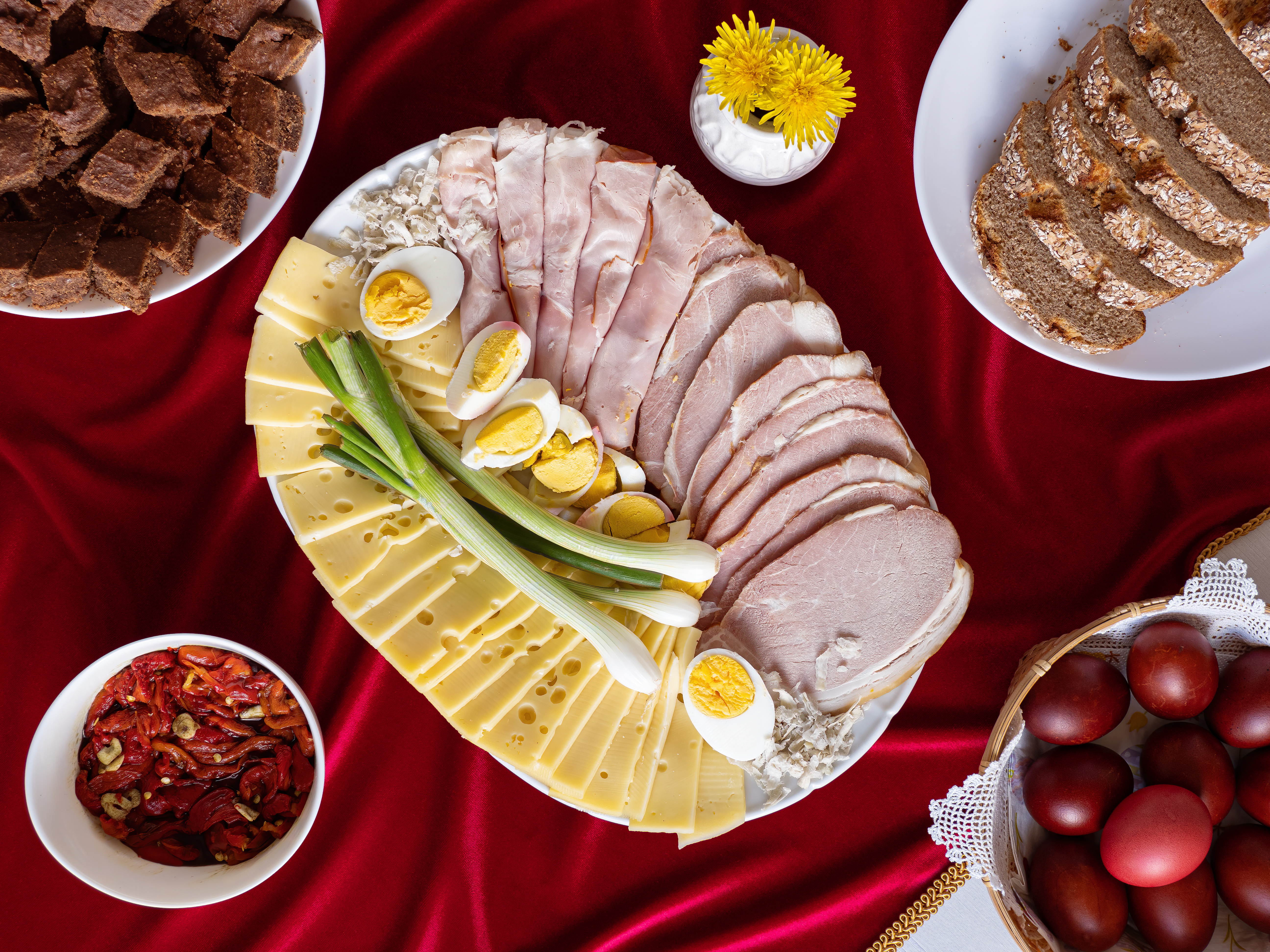
L'esmorzar de Pasqua es menja a Sèrbia per a la Pasqua ortodoxa. També és popular a Macedònia del Nord, Montenegro i Bòsnia i Hercegovina. Un menjar similar es menja a Eslovènia però amb potica eslovena en lloc de pastís.

Les similituds dins de la cuina dels Balcans es deuen en part a l'entorn natural comú dels Balcans que proporciona ingredients alimentaris similars. Molts plats i receptes de la regió dels Balcans es refereixen amb el mateix vocabulari, encara que amb variacions nacionals. Les característiques comunes de la cuina balcànica es veuen més fàcilment a l'alta cuina dels restaurants. En canvi, els àpats preparats a nivell nacional revelen la variació geogràfica de la cuina, incloent una sèrie de cuines intermèdies que van des de les del nord i l'Europa mediterrània fins a les de l'Orient Mitjà. Les diferents nacionalitats dins dels Balcans creen les seves pròpies variacions, i un plat amb el mateix nom pot tenir diferents ingredients i mètodes de preparació en diferents països. La xocolata, els pastissos i els dolços són populars als Balcans del Nord, però al sud són els mariscs, els dolços amb mel i les pastes que indiquen l'estil més mediterrani de la zona.
- Gastronomia d'Albània
- Gastronomia de Bòsnia i Hercegovina
- Gastronomia de Bulgària
- Gastronomia de Croàcia
- Gastronomia d'Eslovènia
- Gastronomia de Grècia
- Gastronomia de Kosovo
- Gastronomia de Macedònia del Nord
- Gastronomia de Montenegro
- Gastronomia de Romania
- Gastronomia de Sèrbia
- Gastronomia de Turquia